# محمد الهادي الشريف
محمد الهادي الشريف (تونس العاصمة، 23 جويلية 1932) مؤرخ وأستاذ التاريخ الحديث والمعاصر بالجامعة التونسية.

## تكوينه
تلقى تعليمه بالمدرسة الصادقية، ثم انتقل إلى فرنسا لمواصلة تعليمه العالي بجامعة السوربون بباريس، وأحرز على شهادة التبريز في التاريخ عام 1963. أعد أطروحة دكتوراه الدولة في التاريخ حول السلطة والمجتمع بتونس في عهد حسين بن علي (1705) - (1740)، وناقشها في شهر جوان 1979 بجامعة السوربون.

## مساره المهني والعلمي
درّس في البداية بالمعاهد الثانوية، ثم التحق بالجامعة التونسية عام 1967 حيث درّس التاريخ الحديث والمعاصر خاصة بكلية الآداب والعلوم الإنسانية بتونس ودار المعلمين العليا بتونس. كما درس كأستاذ زائر بعدة جامعات عربية وأجنبية.
عمل باحثًا بالمركز القومي للبحث العلمي الفرنسي (CNRS) فيما بين 1970 و1974. وأشرف على العديد من الأطروحات التي نوقشت بالجامعة التونسية. انتخب عميدا لكلية العلوم الإنسانية والاجتماعية بتونس فيما بين 1987 و1990، وشارك في أشغال لجان إصلاح الجامعة التونسية والتعليم العالي. حصل بعد تقاعده على رتبة أستاذ متميز.

## الأوسمة
- الصنف الثاني من وسام الجمهورية (تونس).
- الصنف الثاني من وسام الاستقلال (تونس).
- الصنف الثالث من وسام الاستحقاق التربوي (تونس).
- ميدالية وسام الشغل (تونس).

## الحياة الشخصية
محمد الهادي الشريف متزوج من الكاتبة التونسية نافلة ذهب.

## منشوراته
نشر محمد الهادي الشريف عشرات المقالات العلمية بالفرنسية أساسا بتونس والخارج، كما نشرت له الكتب التالية:
- تاريخ تونس، سيراس للنشر، تونس ط1، 1980، كما طبعت أكثر من طبعة أخرى.
- السلطة والمجتمع بتونس في عهد حسين بن علي (1705)-(1740)، منشورات الجامعة التونسية، ج1، 1984.
- السلطة والمجتمع بتونس في عهد حسين بن علي (1705)-(1740)، منشورات الجامعة التونسية، ج2، 1986.